# Jamaica en los Juegos Paralímpicos de Londres 2012
Jamaica estuvo representada en los Juegos Paralímpicos de Londres 2012 por tres deportistas, dos hombres y una mujer.

## Medallistas
El equipo paralímpico jamaicano obtuvo las siguientes medallas:
| Nombre              | Deporte   | Evento                    |
| ------------------- | --------- | ------------------------- |
| Oro                 |           |                           |
| Alphanso Cunningham | Atletismo | Jabalina F52/53 masculino |
| Plata               |           |                           |
| —                   |           |                           |
| Bronce              |           |                           |
| —                   |           |                           |